# Movimiento Patriótico Libre
El Movimiento Patriótico Libre (en árabe التيار الوطني الحر, Al-Tayyar Al-Watani Al-Hurr) es un partido político del Líbano liderado por Michel Aoun, un antiguo comandante del ejército libanés que ejerció de primer ministro en uno de los gobiernos transitorios que siguieron a la guerra civil libanesa. El movimiento nació oficialmente como partido político el 18 de septiembre de 2005.
A pesar de que originalmente la mayoría de los apoyos del partido provenían de la comunidad cristiana del Líbano, ha conseguido un apoyo considerable entre la población musulmana. En su programa político, aboga por la secularización de la política y el derecho a voto de la diáspora libanesa. Es el más votado de los miembros de la alianza opositora, llamada del 8 de Marzo, a la cual también pertenece Hezbolá.

## Alianza política con Hezbolá
En 2006 el MPL firmó un memorando de entendimiento con Hezbolá, estableciendo la colaboración mutua y abriendo un diálogo sobre las condiciones necesarias para el desarme de Hezbolá. La segunda y tercera condiciones para éste, era el retorno de los presos libaneses en Israel y la elaboración de una estrategia de defensa para proteger al Líbano de posibles agresiones de ese país. El acuerdo también establecía la importancia de mantener relaciones políticas normalizadas con Siria y la necesidad de solicitar el regreso de los presos políticos libaneses en ese país.